# ラストサマー2
『ラストサマー2』（原題: I Still Know What You Did Last Summer）は、1998年のアメリカ映画。

## あらすじ
前作での殺人事件から1年後、ジュリーは未だにその恐怖を忘れられないでいた。そんなある日、ルームメイトたちとバハマへ旅行に行くことになる。レイも友人と共にその後を追おうとしたところ、死んだはずのフィッシャーマンそっくりの男が現れ、襲われてしまう。

## キャスト
| 役名                                 | 俳優                             | 日本語吹替 | 日本語吹替                                              |
| 役名                                 | 俳優                             | ソフト版   | テレビ朝日版                                            |
| ------------------------------------ | -------------------------------- | ---------- | ------------------------------------------------------- |
| ジュリー・ジェームズ                 | ジェニファー・ラブ・ヒューイット | 小林優子   | 大坂史子                                                |
| カーラ・ウィルソン                   | ブランディ                       | 高乃麗     | 亀井芳子                                                |
| レイ・ブロンソン                     | フレディ・プリンゼ・ジュニア     | 室園丈裕   | 森川智之                                                |
| タイレル・マーティン                 | メキ・ファイファー               | 古澤徹     | 松本大                                                  |
| ウィル・ベンソン                     | マシュー・セトル                 | 平田広明   | 草尾毅                                                  |
| ベンジャミン・ウィルス               | ミューズ・ワトソン               | 金尾哲夫   | 斎藤志郎                                                |
| デイブ                               | ジョン・ホークス                 | 伊藤栄次   | 佐藤せつじ                                              |
| エステス                             | ビル・コッブス                   | 益富信孝   | 加藤精三                                                |
| ブルックス                           | ジェフリー・コムズ               | 中村秀利   | 伊藤昌一                                                |
| ナンシー                             | ジェニファー・エスポジート       | 塩田朋子   |                                                         |
| オルガ                               | エルライン・ハーディング         | 磯辺万沙子 |                                                         |
| ダリック                             | ベンジャミン・ブラウン           | 上田祐司   | 小原雅一                                                |
| ポールセン                           | レッド・ウェスト                 | 石波義人   | 藤本譲                                                  |
| 医師                                 | マイケル・ブライアン・フレンチ   | 高宮俊介   |                                                         |
| タイタス                             | ジャック・ブラック               | 茶風林     | 坂口候一                                                |
| バリー・ウィリアム・コックス（回想） |                                  | 神奈延年   |                                                         |
| その他                               |                                  | 木附久美子 | 一柳みる 坂口候一 石井隆夫 福田信昭 磯西真喜 中澤やよい |

- テレビ朝日版：初回放送2002年9月15日『日曜洋画劇場』

## スタッフ
- 監督：ダニー・キャノン
- 製作：ニール・H・モリッツ、エリック・フェイグ、ストッケリー・チャフリン、ウィリアム・S・ビーズレイ
- 脚本：トレイ・キャラウェイ、スティーヴン・ギャガン
- 撮影：ヴァーノン・レイトン
- 音楽：ジョン・フリッゼル
- 編集：ペック・プライアー
- 衣装：ダニエル・ジェイ・レスター
- 美術：ダグ・クレイナー
- 字幕翻訳：稲田嵯裕里